# Mistrzostwa Europy w Lekkoatletyce 1934 – bieg na 10 000 m mężczyzn
Bieg na dystansie 10 000 metrów mężczyzn był jedną z konkurencji rozgrywanych podczas I Mistrzostw Europy w Turynie. Bieg finałowy został rozegrany 7 września 1934 roku. Zwycięzcą tej konkurencji został fiński zawodnik Ilmari Salminen. W rywalizacji wzięło udział dziewięciu zawodników z siedmiu reprezentacji.

## Finał
| Place | Athlete          | Time    |
| ----- | ---------------- | ------- |
| 1     | Ilmari Salminen  | 31:02,6 |
| 2     | Arvo Askola      | 31:03,2 |
| 3     | Henry Nielsen    | 31:27,4 |
| 4     | Georg Braathe    | 32:20,0 |
| 5     | Jenő Szilágyi    | 32:23,0 |
| 6     | Bruno Betti      | 32:54,0 |
| 7     | Spartaco Morelli | 33:46,0 |
| 8     | Josef Hron       | 34:02,6 |
| -     | Max Syring       | DNF     |